# Jean-Michel Chevotet
Jean-Michel Chevotet (11 de julio de 1698 - 4 de diciembre de 1772) fue un arquitecto francés, que con Pierre Contant d'Ivry es uno de los más eminentes arquitectos parisinos de la época. Sus obras pertenecen tanto al estilo Rococó (conocido como "estilo Luis XV") como al "Goût grec", una fase temprana de la arquitectura neoclásica. 

## Vida

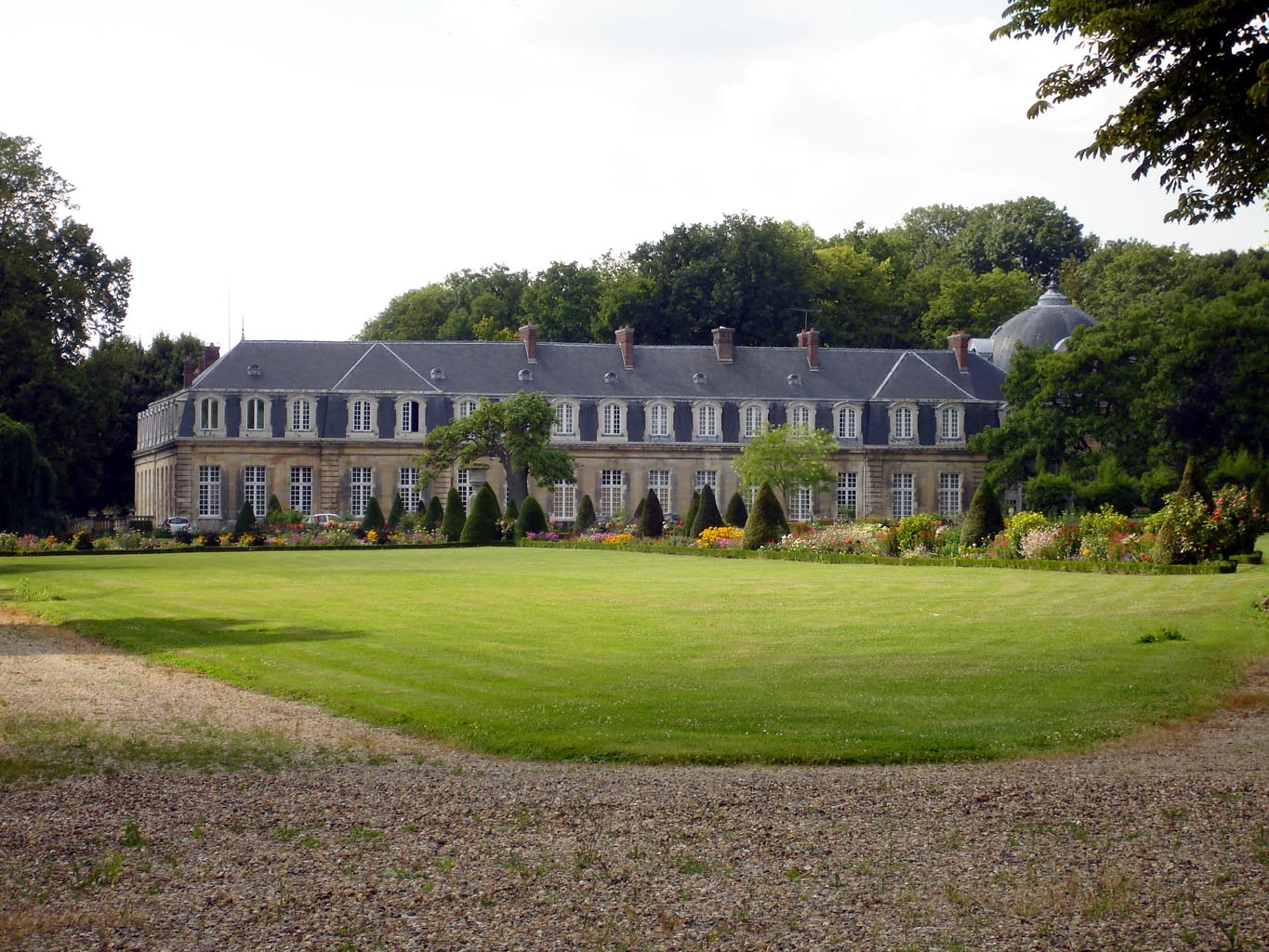
Château de Arnouville-les-Gonesse.

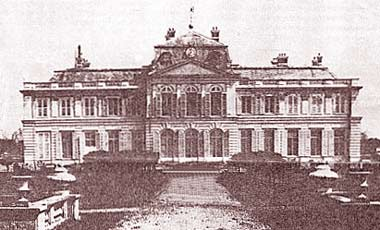
Château de Petit-Bourg.

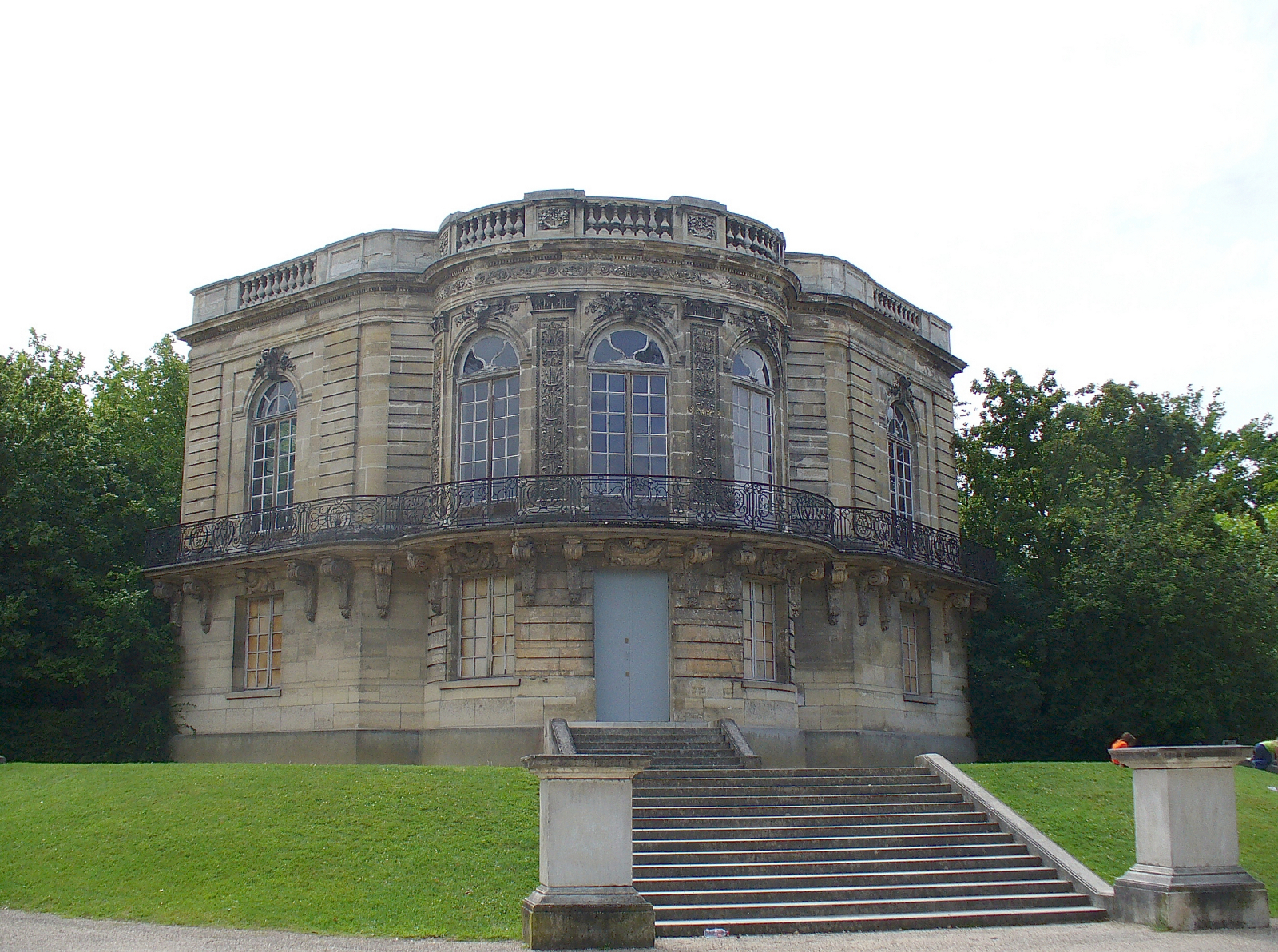
Pabellón de Hannover (reconstruido).

En 1722, Chevotet ganó el primer Premio de Roma de la «Académie royale d'architecture» con un estudio de un arco de triunfo. Fue un experto dibujante, que ilustró arquitectónicamente varios tratados, como «Versailles immortalisé» (1720-1725) de Jean-Baptiste de Monicart y «L'Architecture française» (1727) de Jean Mariette. A la muerte de Germain Boffrand, en 1754, se convirtió en miembro de primera categoría de la Academia.
En su despacho (y también en el d'Ivray) Claude Nicolas Ledoux comenzó su carrera de arquitecto como aprendiz, y él le enseñó la arquitectura clásica, en particular, los templos de Paestum.
En 1748 y 1753, sin éxito, presentó cuatro proyectos para la futura plaza Luis XV (ahora plaza de la Concordia), y en 1764 tampoco fue elegido para la ampliación del Palais Bourbon.

## Obras

### Palacetes
Su reputación se afirmó con la construcción de palacetes («casitas») para su clientela aristocrática, adaptadas al gusto moderno. Destacan los siguientes:
- Palacete Molé (también llamado hotel de Roquelaure) (1741-1742) de la calle Saint-Dominique (hoy 246, boulevard Saint-Germain).
- Palacete de Béthune - Sully (también llamado Palacete de Lesdiguières) (1756-57) de la calle Saint-Dominique (hoy 248, boulevard Saint-Germain)
- Palacete Perrinet de Jars, 33 calle Faubourg Saint-Honoré.
- El Pabellón de Hannover para el François Louis Armand del Plessis, duque de Richelieu, Mariscal de Francia, en conmemoración de sus victorias en Hannover, en la rue Neuve-Saint-Augustin (destruido para construir el Palacio de Berlitz en el bulevar de los Italianos, y reconstruido en 1932 en el parque del castillo de Sceaux).

### Casas de campo y jardines
También construyó casas de campo cerca de París, en particular:
- Casa y jardines del castillo de Champlâtreux (1751-57) para Mathieu-François Molé, presidente del Gran Consejo.
- Casa del Château d'Arnouville en Arnouville-lès-Gonesse (1751-57), para Jean-Baptiste de Machault d'Arnouville, presidente del Gran Consejo, en colaboración con D'Ivry.
- Casa y jardines del Château de Petit-Bourg en Évry (1756) para Germain Louis Chauvelin, presidente del Gran Consejo, destruido en 1944.
- Jardines de Belœil (1754 y 1760) para el príncipe Charles-Joseph de Ligne.
- Jardines de Orsay (1758-1764) para Pierre Gaspard Marie Grimod de Orsay.

También pudo haber trabajado en la modernización del Château de Thoiry (Yvelines).